# Jerzy Kukuczka

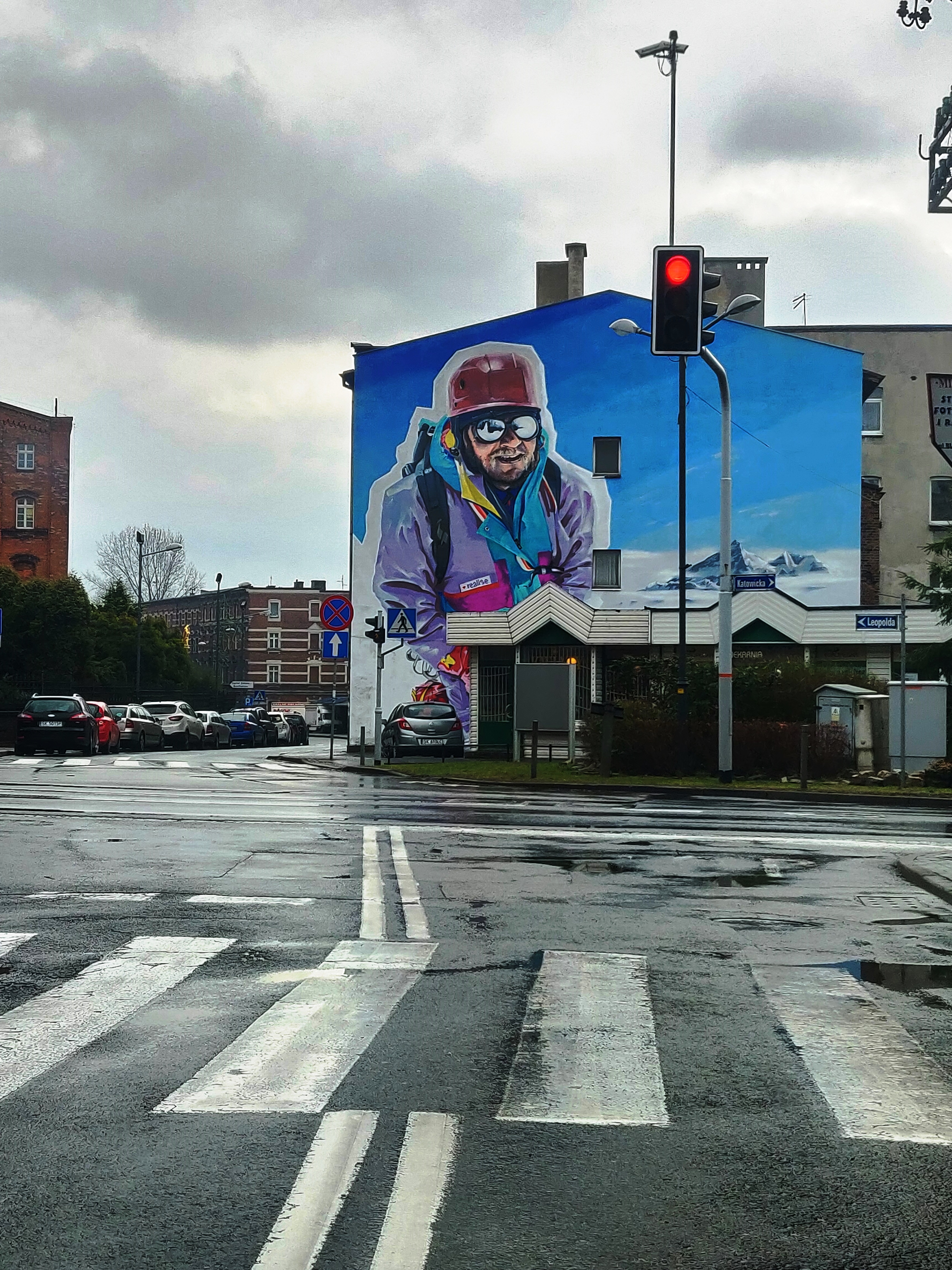
Katowice – mural, przedstawiający Jerzego Kukuczkę, wykonany w 2019 na ścianie bocznej budynku przy ul. ks. L. Markiefki 96 w dzielnicy Bogucice

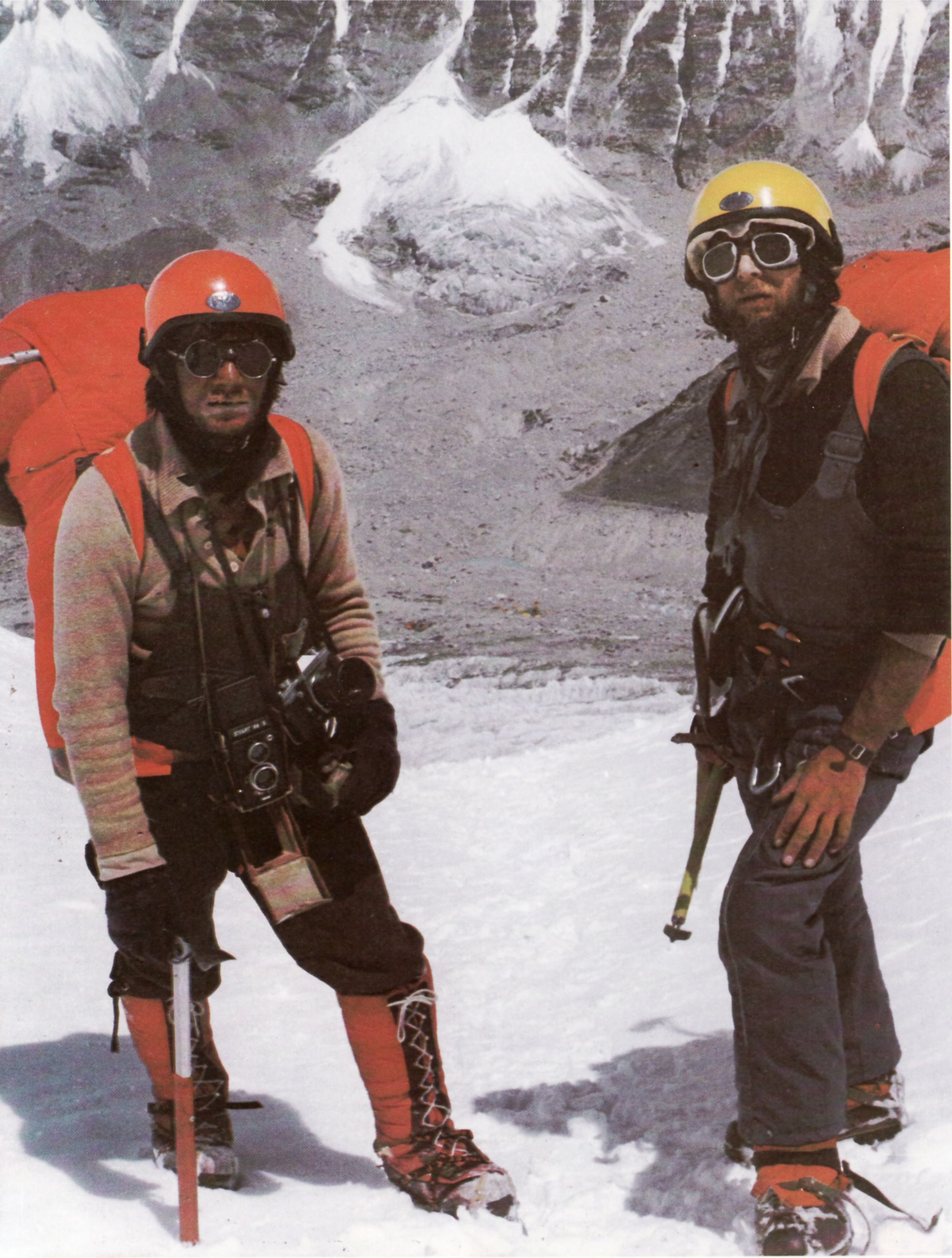
Jerzy Kukuczka (z lewej) i Andrzej Czok podczas wyprawy na Mount Everest – zdjęcie wykonane wiosną 1980 roku. 19 maja 1980 zdobyli oni szczyt nową drogą

Józef Jerzy Kukuczka (ur. 24 marca 1948 w Katowicach, zm. 24 października 1989 na Lhotse w Nepalu) – polski taternik, alpinista i himalaista, jako drugi człowiek na Ziemi zdobył Koronę Himalajów i Karakorum – wszystkie 14 głównych szczytów o wysokości ponad 8 tysięcy metrów (pierwszy był Reinhold Messner, któremu zajęło to szesnaście lat i cztery miesiące, Kukuczce niespełna osiem lat). Uznawany jest za jednego z najwybitniejszych himalaistów w historii.

## Życiorys
Był beskidzkim góralem, którego rodzina pochodzi z Istebnej. Wyznawał katolicyzm.
Uczęszczał do Szkoły Podstawowej nr 13 w Katowicach-Bogucicach. W szkole średniej uprawiał przez pewien czas podnoszenie ciężarów, aż do momentu, kiedy dostał zakaz lekarski uprawiania tego sportu.
W 1965 roku został członkiem Harcerskiego Klubu Taternickiego im. gen. Mariusza Zaruskiego w Katowicach. HKT, należący do Hufca Katowice-Zachód, prowadził działalność turystyczną na rzecz hufca, organizując imprezy turystyczne z wykorzystaniem elementów z zakresu wspinaczki. W działaniach tych brał czynny udział Jerzy Kukuczka. W 1966 roku wstąpił do Koła Katowickiego Klubu Wysokogórskiego i ukończył tatrzański kurs wspinaczkowy. W czasie harcerskiego zimowiska w Kowarach zimą 1967/68 uzyskał stopień przewodnika, a następnie – podharcmistrza. W HKT pełnił funkcje przewodniczącego Komisji Rewizyjnej (1967–1969) oraz szefa komórki szkoleniowo-kwalifikacyjnej (1971–1975). Razem z nim proporczyk Harcerskiego Klubu Taternickiego znalazł się na najwyższych szczytach Ziemi.
Spośród 14 ośmiotysięczników zdobytych w latach 1979–1987 na 8 wszedł nowymi drogami (według informacji Polskiego Związku Alpinizmu na jedenaście wszedł nowymi drogami). Poza swoim pierwszym ośmiotysięcznikiem wspinał się albo w ekstremalnie ciężkich warunkach zimą albo nowymi trasami, 7-krotnie w stylu alpejskim, na 4 zimą (3 pierwsze wejścia zimowe), na 1 szczyt samotnie – żaden inny zdobywca 14 ośmiotysięczników nie może pochwalić się takim bilansem. W ciągu niespełna dwóch lat (21 stycznia 1985 r. – 10 listopada 1986 r.) zdobył sześć ośmiotysięczników, z czego dwa po raz pierwszy zimą, na trzech kolejnych wytyczył nowe drogi (w tym niezwykle trudne na Nanga Parbat i K2). Wolno aklimatyzował się, za to słynął z ogromnej wytrzymałości psychicznej i fizycznej. Jego partnerami byli m.in. Wojciech Kurtyka, Artur Hajzer, Krzysztof Wielicki oraz Ryszard Pawłowski.
W 1988 na igrzyskach olimpijskich w Calgary wraz z Reinholdem Messnerem nagrodzony srebrnym Orderem Olimpijskim. Reinhold Messner odmówił przyjęcia medalu, uzasadniając swój gest tym, że uważa alpinizm za twórczość, a nie rywalizację. Kukuczka przyjął medal, ponieważ w wyczynowym wspinaniu widział sportowe wartości, co niejednokrotnie podkreślał: W alpinizmie, jak w szachach – mówił – jest miejsce na swego rodzaju twórczość i sportową rywalizację. Gdyby jej zabrakło, być może nigdy bym się nie wspinał.
Mnie nie wystarczy być tylko w górach – dodał później – nie wystarczy być na wyprawie. Uważam, że jeżeli się podchodzi pod górę, to z jakimś celem, a tym celem jest wejść na tę górę.

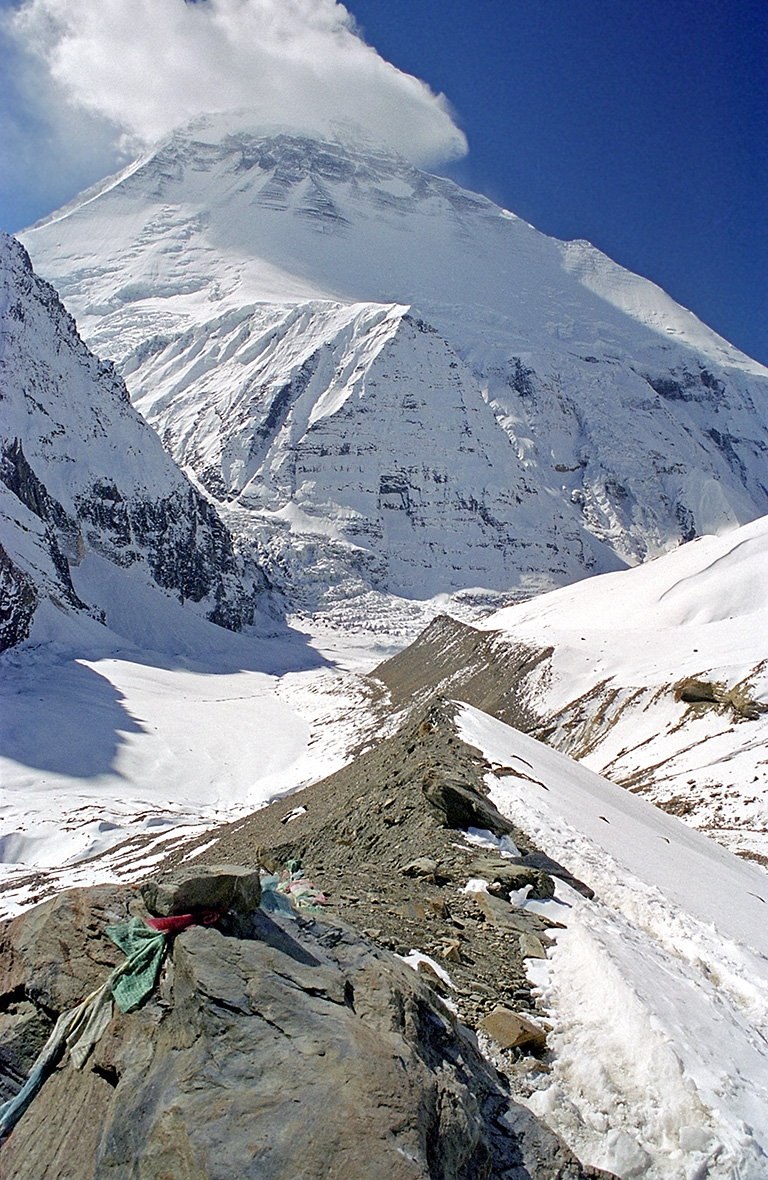
21 stycznia 1985 jako pierwszy człowiek (razem z Andrzejem Czokiem) wszedł zimą na Dhaulagiri (8167 m n.p.m.) – pierwszy z czterech ośmiotysięczników, które zdobył zimą

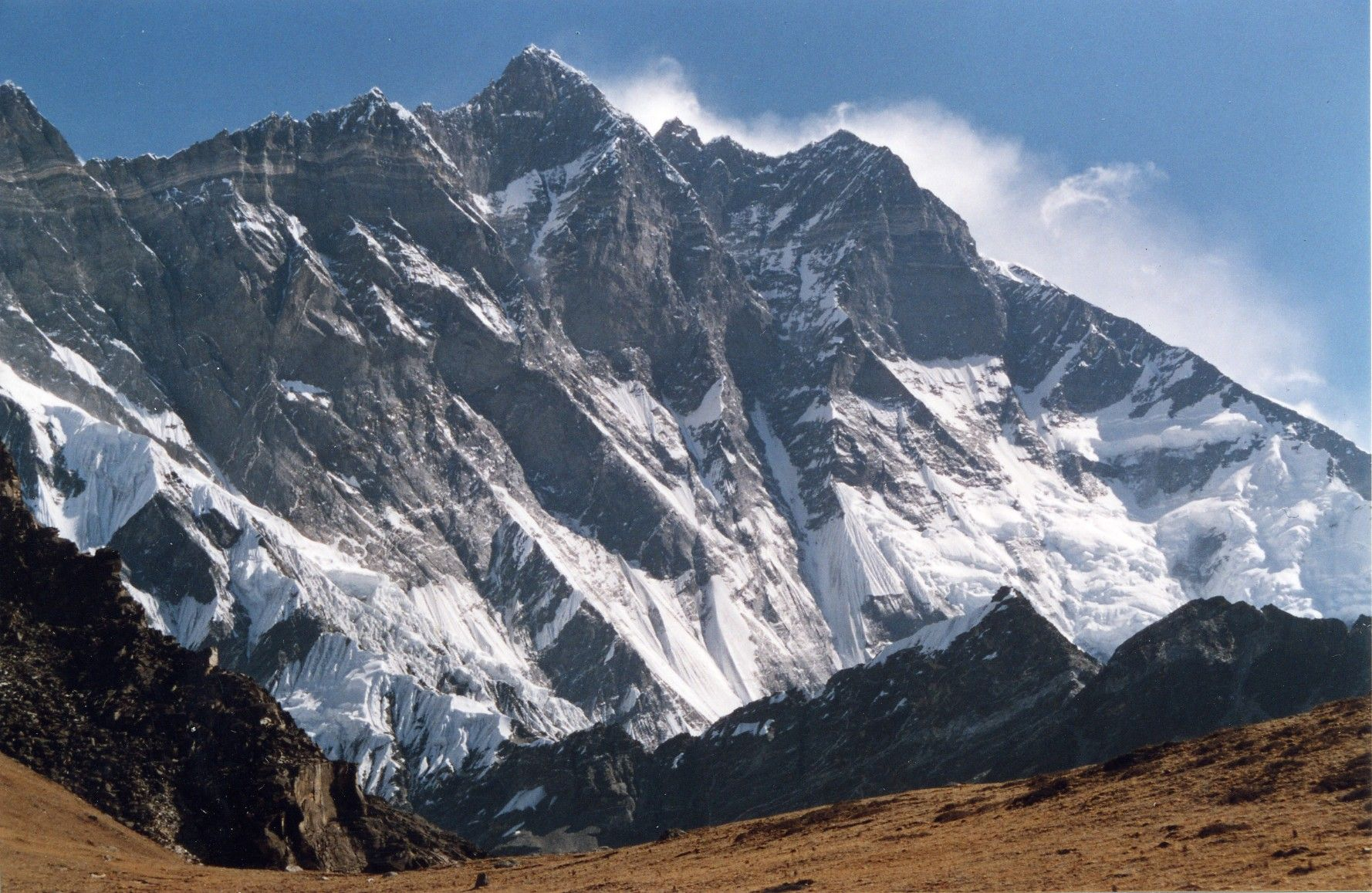
Południowa ściana Lhotse

Zginął na wysokości 8300 metrów 24 października 1989 podczas wejścia na Lhotse nową drogą przez słynną, niezdobytą wówczas południową ścianę. Szczyt atakował wspólnie z Ryszardem Pawłowskim. Kukuczka wspinał się jako pierwszy i tuż przed granią szczytową odpadł. Lina, nie wytrzymując obciążenia, pękła, a wspinacz spadł w dwukilometrową przepaść. Ciała Kukuczki nigdy nie odnaleziono, ale oficjalna wersja brzmiała, że Kukuczkę pochowano w lodowej szczelinie, nieopodal miejsca upadku. Taki krok był podyktowany wymaganiem odnalezienia ciała do wypłaty odszkodowania dla rodziny zmarłego.
Jerzy Kukuczka miał żonę Cecylię Ogrodzińską oraz dwóch synów: Macieja i Wojciecha. Młodszy z jego synów, Wojciech, zdobył Mount Everest.

## Najważniejsze osiągnięcia
- zdobycie Korony Himalajów i Karakorum (w ciągu zaledwie ośmiu lat: 1979-1987) jako drugi człowiek na świecie (po Reinholdzie Messnerze[10][12][13])
- wytyczenie jedenastu nowych dróg na zdobytych ośmiotysięcznikach[8] (do chwili obecnej niepobity rekord, droga na K2 nigdy nie została powtórzona)
- siedem wejść na ośmiotysięczniki w stylu alpejskim[10] (w tym na K2)
- jako jedyny człowiek na świecie zdobył dwa ośmiotysięczniki w ciągu jednej zimy
- zdobycie czterech ośmiotysięczników zimą, w tym trzech po raz pierwszy w historii: Dhaulagiri I, Kangchendzonga, Annapurna (na Czo Oju wszedł razem z Zygmuntem Andrzejem Heinrichem 3 dni po pierwszych zimowych zdobywcach tego szczytu – pierwszego zimowego wejścia dokonali Maciej Berbeka i Maciej Pawlikowski 12 lutego 1985)[8][10][14]
- zdobycie w ciągu niespełna dwóch lat (21 stycznia 1985 – 10 listopada 1986) sześciu ośmiotysięczników, z czego aż trzy po raz pierwszy zimą, na trzech kolejnych wytyczenie nowych dróg (w tym niezwykle trudnej drogi na Nanga Parbat i K2)[10]
- wejście solowo na Makalu nową drogą[10]

## Osiągnięcia wspinaczkowe – chronologia

### Tatry
- 20 lutego 1971 – pierwsze zimowe przejście drogi przez tzw. Grzybek na północnej ścianie Mięguszowieckiego Szczytu Pośredniego (wraz z Danutą Gellner-Wach, Januszem Skorkiem i Zbigniewem Wachem),
- 16–18 kwietnia 1971 – pierwsze zimowe przejście drogi zwanej dziś „Kurtykówką” na wschodniej ścianie Małego Młynarza (z Jerzym Kallą i Zbigniewem Wachem),
- 22 lipca 1971 – pierwsze polskie przejście „Drogi Pająków” na północnej ścianie Wołowej Turni z Januszem Skorkiem i Marianem Piekutowskim,
- 3–6 stycznia 1972 – pierwsze przejście zimowe direttissimy północno-wschodniej ściany Małego Młynarza wraz z Tadeuszem Gibińskim i Zbigniewem Wachem,
- 23–24 czerwca 1972 – poprowadził nową drogę na Małym Młynarzu (Wielkim Kominem) wraz z Danutą Gellner-Wach, Zbigniewem Wachem i Januszem Skorkiem,
- 8 lutego 1977 – wytyczył nową drogę północnym filarem Małego Durnego Szczytu z Andrzejem Machnikiem.

### Dolomity
- 1972 – Monte Civetta, Torre Trieste – Direttissima dei polacchi, pierwsze wejście[15],
- 1972 – Cima Bancon – filarem, pierwsze wejście,
- 1973 – Marmolada – „Via del Ideale”, pierwsze zimowe wejście.

### Alpy
- 19 lipca 1973 – z M. Łukaszewskim dokonali pierwszego polskiego przejścia drogi „Aureille-Fentren” na Aiguille du Moine,
- 22 lipca 1973 – podczas tego samego wyjazdu z tym samym partnerem przeszli jako pierwsi Polacy „Drogę Paryżan” na La Pelle w masywie Vercors,
- 6 sierpnia 1973 – wraz z M. Łukaszewskim, B. Kozłowską i J. Kurczabem przeszedł drogę „Major” na wschodniej ścianie Mont Blanc,
- 12–14 sierpnia 1973 – poprowadził nową drogę na Petit Dru (z M. Łukaszewskim i W. Kurtyką),
- 3–4 sierpnia 1975 – z M. Łukaszewskim i W. Kurtyką poprowadził nową drogę na północnej ścianie Pointe Hélene w Grandes Jorasses.

### Bułgaria
- 1971 – Riła – Diabelskie Igły (nową drogą).

### Alaska
- 20–26 lipca 1974 – wspinał się zachodnim żebrem południowej ściany na Denali (McKinley) (6190 m n.p.m.), gdzie doznał poważnych odmrożeń.

### Alpy Południowe(Nowa Zelandia)
- 27 lutego 1981 – trawers Mount Hicks, Mount Dampier, Green Saddle (z Krzysztofem Wielickim i Ryszardem Pawłowskim)
- 1981 – Malte Brun (3199 m n.p.m.) – nowe drogi środkiem ściany południowej oraz zachodnią ścianą.

### Hindukusz
- 1 sierpnia 1976 – samotnie, nową drogą zdobył Kohe Awal (5800 m n.p.m.),
- 10–11 sierpnia 1976 – wraz z J. Barankiem, S. Cholewą i H. Natkańcem weszli od południowego wschodu na Kohe Tez (7015 m n.p.m.),
- 10 sierpnia 1978 – z Tadeuszem Piotrowskim i M. Wroczyńskim nową drogą pokonali Tiricz Mir Wschodni (7692 m n.p.m.),
- 11 sierpnia 1978 – I wejście na Bindu Ghul Zom (6340 m n.p.m.) (z Tadeuszem Piotrowskim, podczas zejścia z Tiricz Mir Wschodniego).

### Korona Himalajów i Karakorum
- 4 października 1979 – Lhotse drogą klasyczną z Andrzejem Czokiem, Andrzejem Heinrichem i Januszem Skorkiem w ramach wyprawy Klubu Wysokogórskiego z Gliwic, styl alpejski, wspinaczka bez używania butli tlenowych, ale wspomaganie tlenem z butli było stosowane podczas snu w obozie czwartym na 7800 m.
- 19 maja 1980 – Mount Everest nową drogą (filarem południowym) z Andrzejem Czokiem, z częściowym wspomaganiem tlenem. Tlen skończył się podczas ataku szczytowego
- 15 października 1981 – Makalu nową drogą (północno-zachodnią flanką i północną granią), pierwsze solowe wejście w Nepalu, bez wspomagania tlenem, styl alpejski,
- 30 lipca 1982 – Broad Peak drogą klasyczną w stylu alpejskim z Wojciechem Kurtyką, bez wspomagania tlenem (nielegalne wejście w ramach aklimatyzacji przed atakiem na południową ścianę K2),
- 1 lipca 1983 – Gaszerbrum II (południowo-wschodnią granią), nową drogą razem z Wojciechem Kurtyką, pierwsze wejście południowo-wschodnią granią, styl alpejski, bez wspomagania tlenem,
- 23 lipca 1983 – Gaszerbrum I, nową drogą południowo-zachodnią ścianą razem z Wojciechem Kurtyką, styl alpejski, bez wspomagania tlenem,
- 17 lipca 1984 – trawers całego masywu Broad Peak z wejściem na główny wierzchołek w stylu alpejskim z Wojciechem Kurtyką, bez wspomagania tlenem,
- 21 stycznia 1985 – Dhaulagiri, pierwsze zimowe wejście, wraz z Andrzejem Czokiem, bez wspomagania tlenem,
- 15 lutego 1985 – Czo Oju, zimowe wejście wraz z Zygmuntem Andrzejem Heinrichem, południową ścianą, bez wspomagania tlenem,
- 13 lipca 1985 – Nanga Parbat, nową drogą (filar południowo-wschodni), towarzyszyli mu Carlos Carsolio, Zygmunt Andrzej Heinrich i Sławomir Łobodziński, bez wspomagania tlenem,
- 11 stycznia 1986 – Kanczendzonga, pierwsze zimowe wejście, wraz z Krzysztofem Wielickim, bez tlenu, od południowej strony,
- 8 lipca 1986 – K2, nową drogą (środkowym filarem południowej ściany) z Tadeuszem Piotrowskim (zginął w czasie zejścia), styl alpejski, bez wspomagania tlenem,
- 10 listopada 1986 – Manaslu, nową drogą, w stylu alpejskim z Arturem Hajzerem, bez wspomagania tlenem,
- 3 lutego 1987 – Annapurna I, pierwsze wejście zimowe z Arturem Hajzerem, od strony północnej, bez wspomagania tlenem
- 18 września 1987 – Sziszapangma, nową drogą zachodnią granią, w stylu alpejskim z Arturem Hajzerem, bez wspomagania tlenem.

### Inne
- 1977 – Nanga Parbat – próba wejścia południowo-wschodnią ścianą, osiągnięto wysokość ok. 7950 m
- 24 czerwca 1983 – Gaszerbrum II East (7772 m) – z Wojciechem Kurtyką, pierwsze wejście
- 16 lipca 1984 – wraz z Wojciechem Kurtyką zdobył Broad Peak Middle (8011 m)
- 1984 – Biarhedi (6759 m) – pierwsze wejście na szczyt, styl alpejski, solo, bez tlenu
- 1984 – Maszerbrum La (5364 m) – styl alpejski, solo, bez tlenu
- 9 listopada 1986 – Manaslu East – pierwsze wejście, styl alpejski, bez tlenu
- 1987 – Yebokalgan Ri (7365 m) – wejście zachodnią granią, do wysokości około 7000 m na nartach z fokami, pierwsze wejście na szczyt, bez tlenu, styl alpejski
- 1987 – Sziszapangma, wierzchołek zachodni (7950 m) – zachodnią granią, pierwsze wejście, styl alpejski, bez tlenu
- 13 października 1988 – biorąc udział w wyprawie Klubu Wysokogórskiego z Katowic, wszedł z Arturem Hajzerem na Annapurnę I East (8010 m). Dokonali tego w stylu alpejskim, wytyczając od południa nową drogę
- 24 października 1989 – podczas wyprawy Śląskiej Grupy Himalajskiej wspinał się z Ryszardem Pawłowskim południową ścianą Lhotse. Odpadł od ściany i spadł w przepaść

## Odznaczenia
- Krzyż Oficerski Orderu Odrodzenia Polski (1989)[16]
- Złoty i Srebrny  Krzyż Zasługi (ten pierwszy w 1986)[16][17]
- Złoty Medal za Wybitne Osiągnięcia Sportowe – dziesięciokrotnie[16][17]
- Srebrny Medal za Wybitne Osiągnięcia Sportowe – jednokrotnie[16][17]
- Brązowy Medal za Wybitne Osiągnięcia Sportowe – dwukrotnie[16][17]
- Wielka Złota i Srebrna Odznaka Za Zasługi dla Woj. Katowickiego[17]
- Krzyż „Za Zasługi dla ZHP” (1974)[16][17]
- Złota Odznaka Akademickiego Związku Sportowego[16]
- Srebrny Medal Orderu Olimpijskiego (1988, międzynarodowy)[17]
- Złota Odznaka IAMES (Czechosłowacja)[17]

## Książki
- Kukuczka, Jerzy: Mój pionowy świat czyli 14 × 8000 metrów. London: Wydawnictwo AT, 1995. ISBN 1-899397-09-4. Brak numerów stron w książce
- Kukuczka, Jerzy: Mój pionowy świat. [Katowice]: Mac System Maciej Kukuczka, 2008. ISBN 978-83-928083-0-5. Brak numerów stron w książce
- Kukuczka, Jerzy: Mój pionowy świat. Wyd. 2 albumowe. Katowice: Fundacja Wielki Człowiek, 2014. ISBN 978-83-937896-8-9. Brak numerów stron w książce
- Kukuczka, Jerzy: Mój pionowy świat. Wyd. 3 poprawione i uzupełnione. Katowice: Fundacja Wielki Człowiek, 2014. ISBN 978-83-937896-7-2. Brak numerów stron w książce
- Kukuczka, Jerzy: Mój pionowy świat. Kukuczka, Cecylia (red.). Wyd. 4 poprawione i uzupełnione. Katowice: Remember!, 2019. ISBN 978-83-954014-0-4. Brak numerów stron w książce
- Kukuczka, Jerzy: Ostatnia ściana. Katowice: Agencja Reklamowa KOMPLET, 1999. ISBN 83-912268-0-8. Brak numerów stron w książce
- Kukuczka, Jerzy: Na szczytach świata. Katowice: Krajowa Agencja Wydawnicza, 1990. ISBN 83-03-03166-X. Brak numerów stron w książce
- Kukuczka, Jerzy: Na szczytach świata. Wyd. 2 poprawione i uzupełnione. Kraków: PiT, 1996. ISBN 83-86219-28-9. Brak numerów stron w książce
- Kukuczka, Jerzy: Ostatnia w koronie. Shisha Pangma '87. Zioło, Katarzyna (red.); Anzorge, Anna (wybór i opracowanie); Potrzebowski, Maciej (wybór i opracowanie). Warszawa: Fundacja Wielki Człowiek, 2017, seria: Z Archiwum Jerzego Kukuczki; t. 1. ISBN 978-83-65095-00-8. Brak numerów stron w książce
- Kukuczka, Jerzy: Królowa. Lhotse '89. Zioło, Katarzyna (wybór i opracowanie). Katowice: Fundacja Wielki Człowiek, 2019, seria: Z Archiwum Jerzego Kukuczki; t. 2. ISBN 978-83-65095-03-9. Brak numerów stron w książce
- Kukuczka, Jerzy ; Chylińska, Ilona: (Nie)zdobyta góra. Broad Peak i K2 '82. Lemański, Wojciech (wybór). Katowice: Fundacja Wielki Człowiek, 2022, seria: Z Archiwum Jerzego Kukuczki; t. 3. ISBN 978-83-65095-06-0. Brak numerów stron w książce

## Artykuły
- Kukuczka, Jerzy. K2 ścianą południową. „Taternik”. 2/86.brak numeru strony

## Upamiętnienie

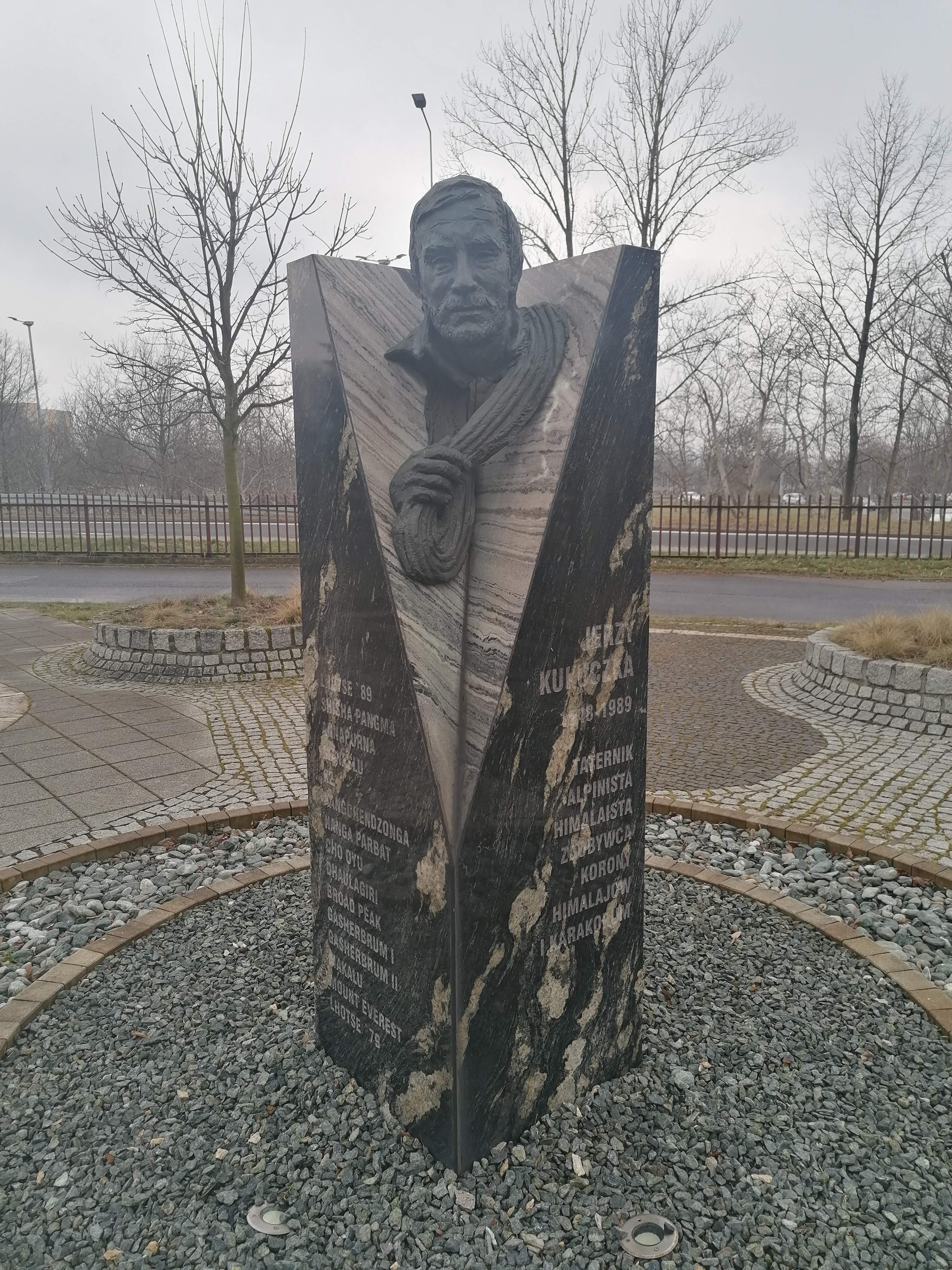
Pomnik w Katowicach

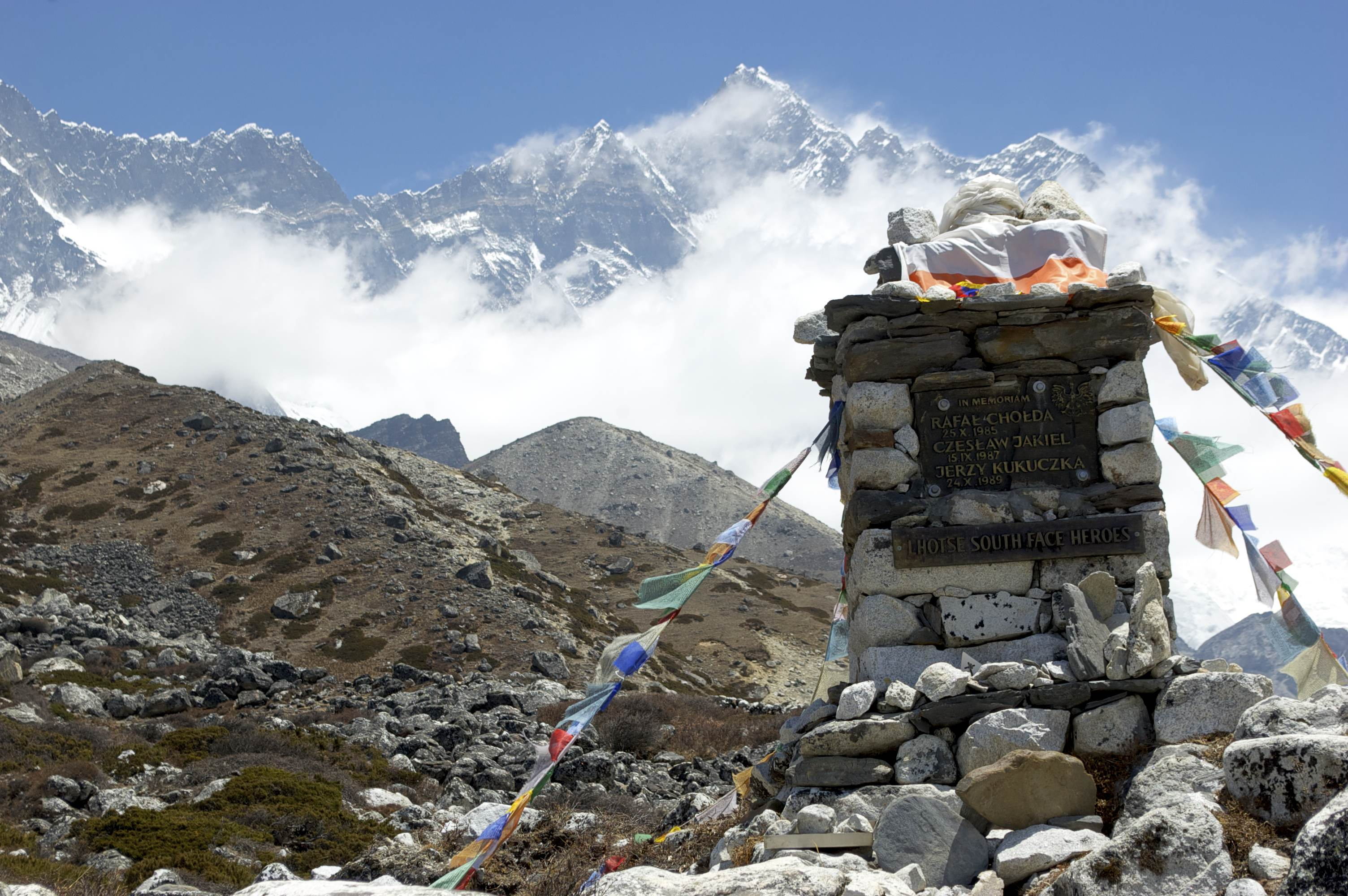
Jerzy Kukuczka – pomnik

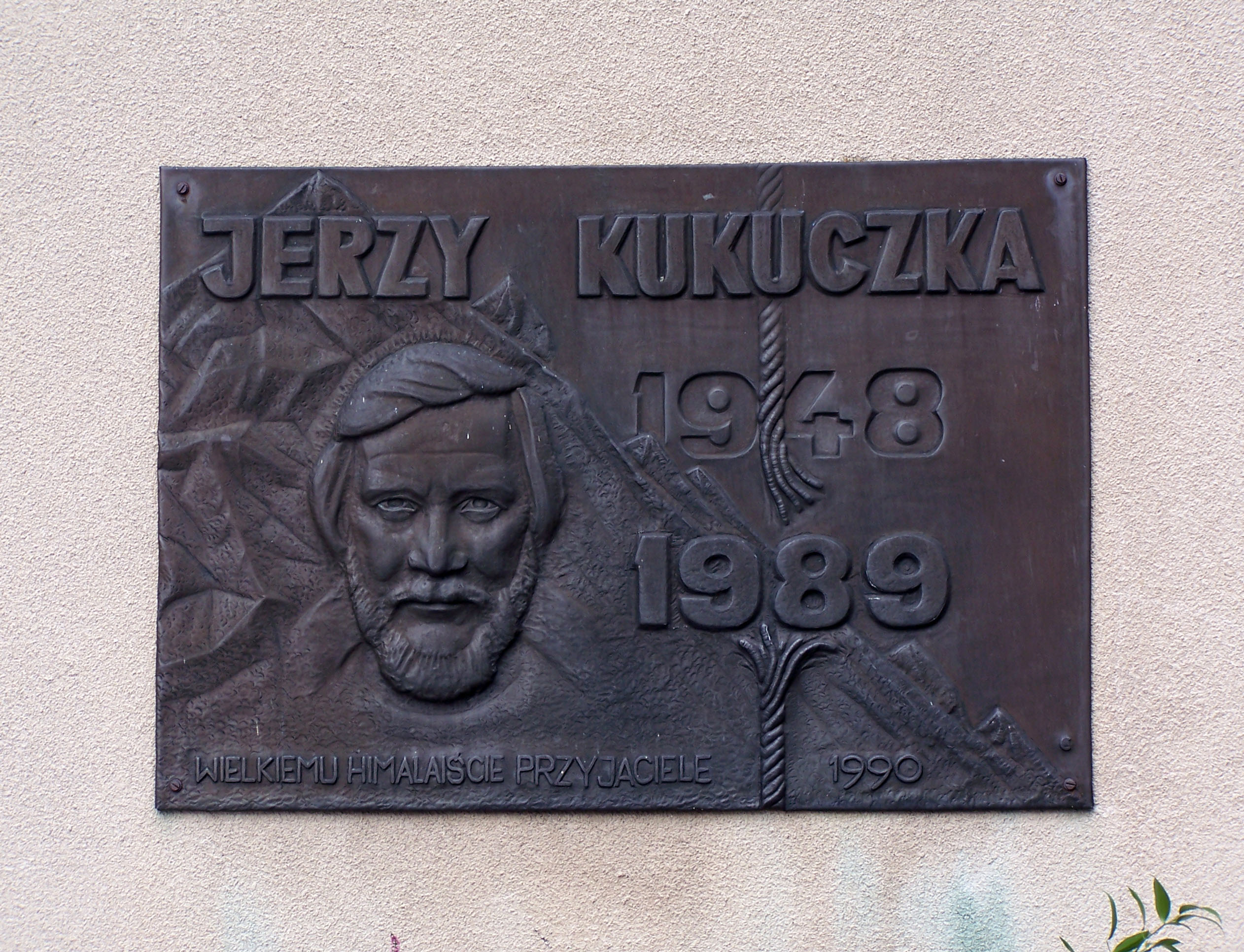
Tablica pamiątkowa upamiętniająca Jerzego Kukuczkę w Istebnej

W Chukhung wybudowano czorten (współrzędne N 27°54'04.2" E 086°51'43.6"), na którym umieszczono tablicę pamiątkową honorującą Jerzego Kukuczkę. Tablica pamiątkowa znajduje się także na Tatrzańskim Cmentarzu Symbolicznym pod Osterwą.
Upamiętniają go nazwy obiektów fizjograficznych: Turnia Kukuczki i Grupa Turni Kukuczki.  
Imieniem Jerzego Kukuczki nazwano szkoły: Szkołę Podstawową w Sobiekursku, Szkołę Podstawową nr 20 i Gimnazjum nr 11 w Bielsku-Białej, Zespół Szkolno-Przedszkolny w Pewli Małej k. Żywca, Szkołę Podstawową nr 40 w Katowicach-Bogucicach, Zespół Szkół w Korzkwi, Gimnazjum nr 22 w Łodzi, Szkołę Podstawową nr 58 w Poznaniu, Szkołę Podstawową nr 12 w Jastrzębiu-Zdroju, Gimnazjum nr 10 w Katowicach-Bogucicach, Szkołę Podstawową nr 5 w Świetochłowicach-Chropaczowie (reaktywowana we wrześniu 2019r.), Gimnazjum nr 2 w Mikołowie, Szkołę Podstawową nr 10 w Mikołowie, Szkołę Podstawową nr 38 w Zespole Szkolno-Przedszkolnym nr 2 we Wrocławiu, Akademię Wychowania Fizycznego w Katowicach, V liceum ogólnokształcące z oddziałami integracyjnymi oraz gimnazjum nr 6 mistrzostwa sportowego z oddziałami integracyjnymi w Rybniku. Jego imieniem nazwano także ulice: w Częstochowie na osiedlu Północ, w Świdniku na osiedlu Kusocińskiego, w Lubinie na osiedlu Przylesie, w Rzeszowie na osiedlu Matysówka, we Wrocławiu na osiedlu Gaj, w Opolu w dzielnicy Półwieś, w Zabrzu (dzielnica Biskupice), w Łodzi na osiedlu Smulsko oraz na osiedlu Szamocin w Warszawie. 
Poczta Polska wydała okolicznościowy znaczek, który został zaprojektowany przez Jana Konarzewskiego. Na znaczku można zobaczyć panoramę Himalajów, podobiznę Kukuczki i jego olimpijskiego medalu.
W Katowicach corocznie odbywa się Katowicki Festiwal Biegowy im. Jerzego Kukuczki – biegi są organizowane przez Akademię Wychowania Fizycznego im. Jerzego Kukuczki w Katowicach.
Jedno z katowickich osiedli nosi jego imię.
1 października 2015 odsłonięto pomnik Jerzego Kukuczki przed głównym wejściem AWF w Katowicach. Jego nazwisko zostało umieszczone również na Pomniku Alpinistów w Katowicach, odsłoniętym 28 października 2015 roku.
W przysiółku Wilcze w Istebnej w góralskim domku letniskowym Jerzego Kukuczki znajduje się utworzona w 1996 roku przez Cecylię Kukuczkę (żonę Jerzego) – Izba Pamięci Jerzego Kukuczki.
Od 2017 patron skweru w Katowicach, w dzielnicy Załęże.
W 2019 r. na ścianie kamienicy u zbiegu ulic Markiefki i Katowickiej, w sąsiedztwie domu, w którym himalaista urodził się i żył w Bogucicach powstał mural przedstawiający Jerzego Kukuczkę, którego autorem jest Wojciech Walczyk. Malowidło zakryło poprzednie, które powstało w tym miejscu w ramach Katowice Street Art Festival 2013.
Od 2021 roku patron 2 Bytomskiej Drużyny Harcerzy "Rajza" z Związku Harcerstwa Rzeczypospolitej.

### Książki
Dariusz Kortko, Marcin Pietraszewski, Kukuczka. Opowieść o najsłynniejszym polskim himalaiście, Warszawa: Agora, 2016, ISBN 978-83-268-2393-0. Brak numerów stron w książce

### Filmy
- Jurek (reż. Paweł Wysoczański, dokumentalny, Polska 2014, 80 min)[25]
- Kukuczka (reż. Jerzy Porębski, dokumentalny, Polska 2011, 46 min)[26]
- Himalaiści: Zerwana lina[27].

### Sztuki teatralne
- Himalaje (reż. Robert Talarczyk), 2018, Teatr Śląski w Katowicach[28]